# جوان لويس بونس
جوان لويس بونس (بالإسبانية: Joan Lluís Pons Ramón)‏ هو سباح إسباني، ولد في 9 ديسمبر 1996 في سويير في إسبانيا.

## وصلات خارجية
- جوان لويس بونس على موقع الاتحاد الدولي للسباحة (الإنجليزية)
- جوان لويس بونس على موقع SwimRankings.net (الإنجليزية)
- جوان لويس بونس على موقع اللجنة الأولمبية الدولية (الإنجليزية)
- جوان لويس بونس على موقع أوليمبيديا (الإنجليزية)
- جوان لويس بونس على موقع اللجنة الأولمبية الإسبانية (الإسبانية)